# Jensen Interceptor (1950)
Zwischen 1950 und 1957 baute der britische Autohersteller Jensen ein Modell namens Jensen Interceptor. Die Bezeichnung wurde später beim ab 1966 gebauten Jensen Interceptor wiederverwendet. Die Version von 1950 wird heute daher als Early Interceptor bezeichnet.
Die Technik des Fahrzeugs basierte auf Komponenten von Austin. Der Rahmen war eine verlängerte Version der Konstruktion aus dem Austin A70, Motor und Getriebe stammten vom Austin Sheerline. Das eigenständige Design der Baureihe wurde von Eric Neale entworfen. Der im gleichen Jahr vorgestellte und mit einer Karosserie von Jensen ausgestattete Austin A40 Sports griff diese Linien auf und wirkt wie eine verkleinerte Version des Interceptor.
Der Interceptor war ab 1950 zunächst als Cabriolet erhältlich. Die nicht tragende, zweitürige Karosserie war in Gemischtbauweise ausgeführt: Bleche aus Stahl und Aluminium wurden auf einem Holzrahmen genagelt. Ab 1952 gab es dann auch ein Coupé. In der achtjährigen Bauzeit wurden insgesamt 88 Fahrzeuge verkauft.

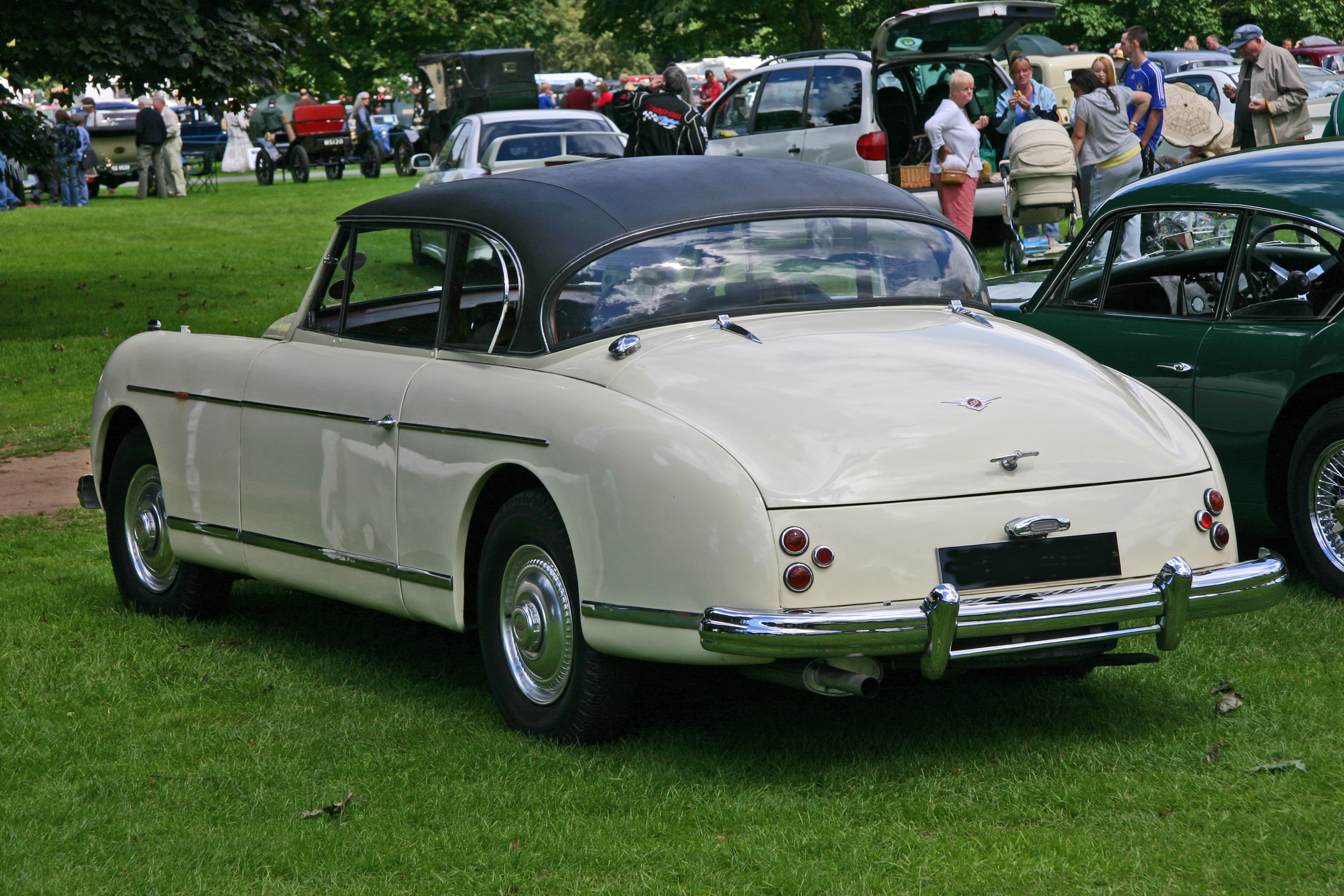
Heckansicht, Jensen Interceptor 1954

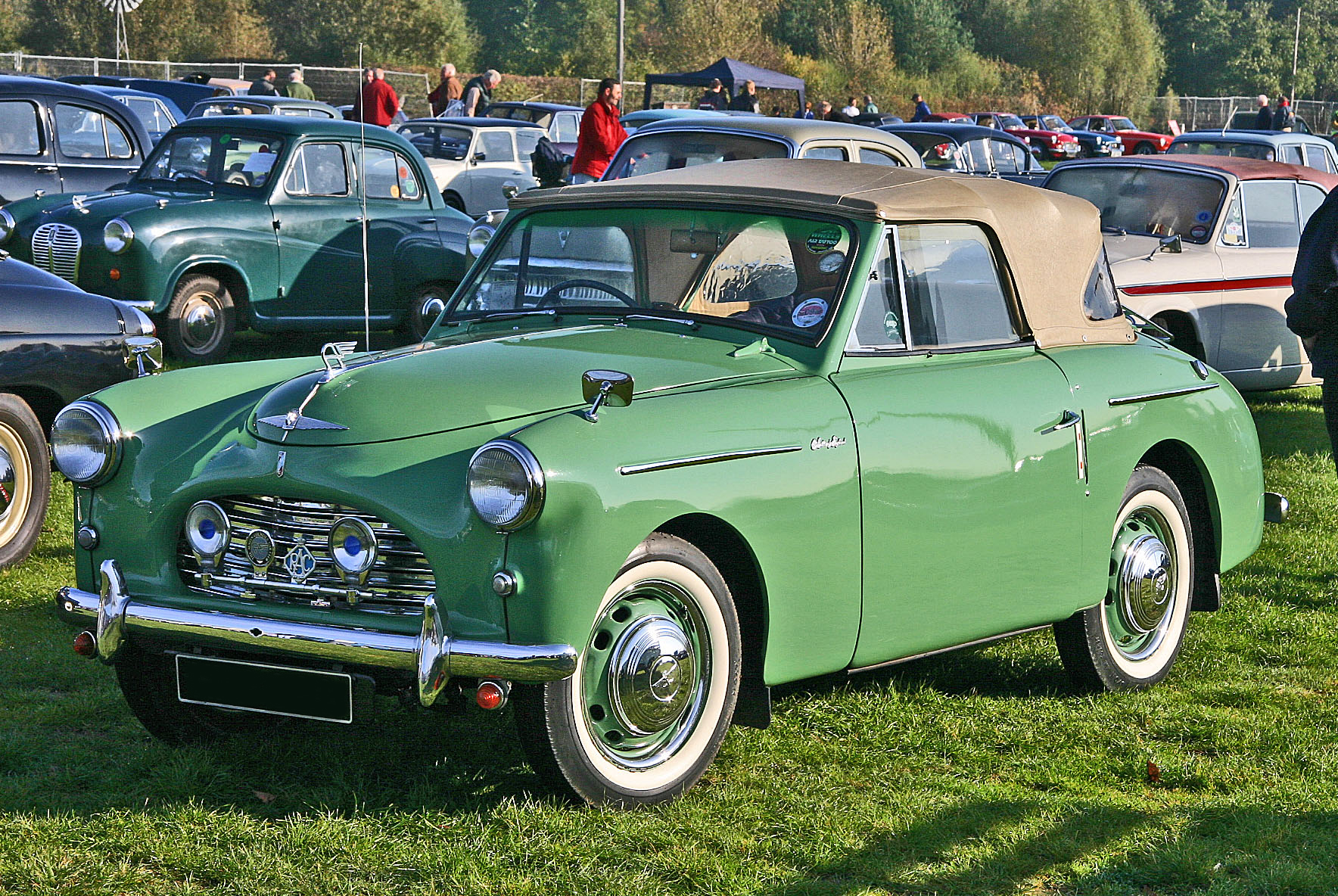
Austin A40 Sports